# Bébé passeport
Un bébé passeport (en anglais anchor baby) est un terme (considéré par certains comme péjoratif,,) utilisé pour désigner un enfant né d'une mère non-citoyenne dans un pays qui pratique le droit du sol. Les parents obtiennent ainsi la résidence légale dans le pays de naissance de l'enfant. Aux États-Unis, le terme est généralement utilisé comme une référence péjorative sur l'enfant, qui devient automatiquement citoyen américain en vertu du jus soli et des droits garantis dans le quatorzième amendement de la Constitution des États-Unis,,. Le terme est également souvent utilisé dans le contexte du débat sur l'immigration clandestine aux États-Unis. Un terme similaire, « passport baby », a été utilisé au Canada pour les enfants nés par ce qui est parfois appelé « tourisme de naissance ».

## Histoire et utilisation
Un terme connexe, anchor child, faisant référence aux « très jeunes immigrants qui parraineront plus tard l'immigration pour les membres de la famille qui sont encore à l'étranger », a été utilisé en référence aux boat people vietnamiens à partir de 1987 environ,,,,.
En 2002, devant la Haute Cour irlandaise, Bill Shipsey a utilisé le terme pour désigner un enfant né en Irlande dont la famille était vouée à le rejoindre ; dans le jugement de la Cour suprême d'Irlande de 2003 confirmant l'expulsion des parents, Adrian Hardiman a commenté la nouveauté à la fois du terme et de l'argument concomitant.
Le terme anglais « anchor baby » est apparu en version imprimée en 1996, mais est resté relativement obscur jusqu'en 2006, date à laquelle il a trouvé une certaine importance lors du débat sur l'immigration aux États-Unis,,,. Le terme est généralement considéré comme péjoratif. L'analyse de l'utilisation des actualités, des liens Internet et des classements des moteurs de recherche indique que Fox News Channel et Newsmax ont joué un rôle central dans la vulgarisation du terme au milieu et à la fin des années 2000. En 2011, l'American Heritage Dictionary a ajouté une entrée pour le terme dans la nouvelle édition du dictionnaire, qui n'indiquait pas que le terme était dénigrant. À la suite d'un article de blogue critique de Mary Giovagnoli, directrice du Immigration Policy Center, un groupe de recherche pro-immigration à Washington, le dictionnaire a mis à jour sa définition en ligne pour indiquer que le terme est « offensant », similaire à ses entrées sur les insultes ethniques,.

En 2012, la définition se lit comme suit :
n.m. Offensant Utilisé comme un terme désobligeant pour un enfant né d'une mère non citoyenne dans un pays qui accorde automatiquement la citoyenneté aux enfants nés sur son sol, en particulier lorsque le lieu de naissance de l'enfant est censé avoir été choisi afin d'améliorer les chances de la mère ou d'autres parents de l'obtention d'une éventuelle citoyenneté.
La décision de réviser la définition a suscité certaines critiques de la part des opposants à l'immigration, tels que le Center for Immigration Studies et la Federation for American Immigration Reform.
En 2019, le ministre australien de l'Intérieur Peter Dutton a qualifié les deux enfants de la famille Biloela de « bébés passeports »,.

### Abolition par l'Irlande de la citoyenneté inconditionnelle fondée sur le droit du sol
En 2005, l'Irlande a modifié sa constitution pour devenir le dernier pays d'Europe à abolir la citoyenneté jus soli inconditionnelle, en conséquence directe des inquiétudes suscitées par le tourisme de naissance. Une affaire célèbre sur cet aspect est Chen v Home Secretary, dans laquelle une migrante temporaire chinoise vivant au Royaume-Uni continental s'est rendue à Belfast, en Irlande du Nord, pour donner naissance à sa fille dans le but d'obtenir la citoyenneté irlandaise pour sa fille (la loi irlandaise jus soli s'étend à toutes les parties de l'île d'Irlande, y compris l'Irlande du Nord, qui fait partie du Royaume-Uni). La nationalité irlandaise de la fille a ensuite été utilisée par ses parents pour obtenir la résidence permanente au Royaume-Uni en tant que parents d'un citoyen de l'UE à charge.

## Statut d'immigration

Pays accordant ou ayant accordé la nationalité au titre du droit du sol
Droit du sol accordé de façon inconditionnelle pour les personnes nées dans le pays
Droit du sol avec restrictions
Droit du sol aboli

La clause de citoyenneté du quatorzième amendement de la Constitution des États-Unis indique que « toutes les personnes nées ou naturalisées aux États-Unis et soumises à leur juridiction sont citoyennes des États-Unis et de l'État dans lequel elles résident ». La Cour suprême des États-Unis a confirmé, lors du procès United States v. Arche de Wong Kim, que le quatorzième amendement garantit la citoyenneté à presque toutes les personnes nées aux États-Unis, à condition que leurs parents soient des citoyens étrangers, aient le statut de domicile permanent aux États-Unis et exercent une activité commerciale aux États-Unis, à l'exception d'une présence à titre diplomatique ou officiel d'une puissance étrangère,,,,,,.
La plupart des spécialistes de la Constitution s'accordent à dire que le 14e amendement de la Constitution américaine accorde la citoyenneté de naissance même à ceux qui sont nés aux États-Unis d'immigrants illégaux,,,,.
Dans Plyler c. Biche, une affaire impliquant illégalement des droits à l'éducation pour des enfants aux États-Unis, le juge Brennan, écrivant à une majorité de cinq contre quatre, a estimé que ces personnes étaient soumises à la juridiction des États-Unis et ainsi protégées par ses lois. Dans une note de bas de page, a-t-il observé, « aucune distinction plausible en ce qui concerne la juridiction du quatorzième amendement ne peut être établie entre les immigrants résidents dont l'entrée aux États-Unis était légale et les immigrants résidents dont l'entrée était illégale,, ». En 2006, le juge James Chiun-Yue Ho, que Donald Trump nommera plus tard à la Cour d'appel des États-Unis de la cinquième circonscription, a écrit dans un article de revue de droit qu'avec la décision Plyler « tout doute était levé » parce que « « les neuf juges ont convenu que la clause de protection égale protège les étrangers légaux et illégaux de la même manière. Et tous les neuf sont arrivés à cette conclusion précisément parce que les étrangers illégaux sont « soumis à la juridiction » des États-Unis, tout autant que les étrangers légaux et les citoyens américains,. ».
Les statistiques montrent qu'un nombre important et croissant d'immigrants sans papiers ont des enfants aux États-Unis, mais il n'existe que des preuves fragiles sur le fait de l'acquisition de la citoyenneté pour les parents soit réellement l'objectif de ces naissances. Selon Politifact, les avantages liés au fait d'avoir un enfant né aux États-Unis sont limités. Les enfants citoyens ne peuvent pas parrainer des parents pour l'entrée dans le pays avant l'âge de 21 ans, et si le parent était déjà venu illégalement dans le pays, ils devraient prouver qu'il en était parti et n'y était pas revenu depuis au moins dix ans ; cependant, les mères enceintes et allaitantes pouvaient recevoir des bons alimentaires par le biais du programme fédéral WIC (femmes, nourrissons et enfants) et inscrire les enfants à Medicaid.
Les parents d'enfants citoyens qui sont dans le pays depuis dix ans ou plus peuvent également demander une dispense d'expulsion, bien que seules 4 000 personnes par an puissent bénéficier du statut de dispense; en tant que tel, selon PolitFact, avoir un enfant afin d'obtenir la citoyenneté pour les parents est « un processus extrêmement long et incertain ». Environ 88 000 parents résidents légaux d'enfants citoyens américains ont été expulsés dans les années 2000, la plupart pour des condamnations pénales mineures.

## Incidence
Il y a eu une tendance croissante des cas de bébés passeports, en particulier parmi les visiteurs asiatiques et africains de Hong Kong, de Chine, de Corée du Sud, de Taïwan et du Nigeria aux États-Unis,,,. Les femmes enceintes dépensent généralement environ 20 000 $ pour rester dans des établissements de type hôtels pendant leurs derniers mois de grossesse et un mois supplémentaire pour récupérer et attendre le passeport américain de leur nouveau bébé. Dans certains cas, la naissance d'un enfant canadien ou américain  de parents chinois continentaux est un moyen de contourner la politique de l'enfant unique en Chine. Hong Kong et les îles Mariannes du Nord étaient également des destinations populaires avant qu'une réglementation locale plus restrictive n'entrave le phénomène. Certaines futures mères mentent sur leurs intentions réelles de venir aux États-Unis, ce qui constitue une violation de la loi américaine sur l'immigration, et, à compter du 24 janvier 2020, la politique consulaire américaine refuse les demandes de visa B des candidats dont l'agent consulaire a des raisons de croire qu'ils voyagent dans le but premier d'accoucher aux États-Unis afin d'obtenir la citoyenneté américaine pour leur enfant.

## Controverses

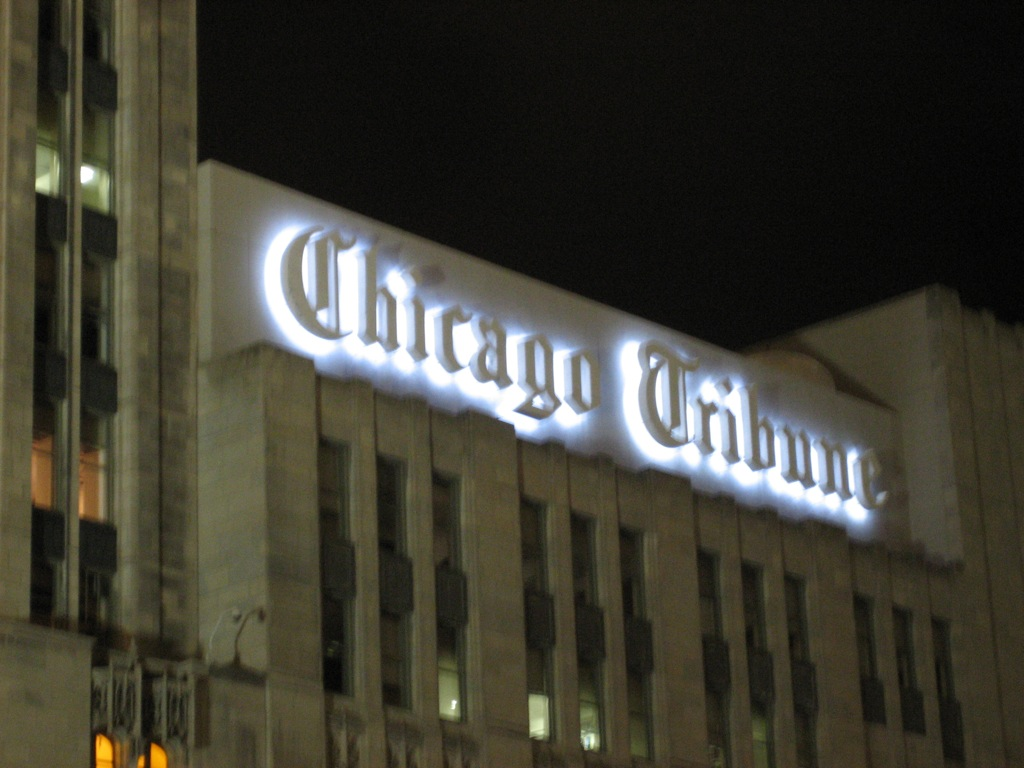
Enseigne du Chicago Tribune.

Le 17 août 2006, le chroniqueur du Chicago Tribune Eric Zorn a utilisé le terme « bébé passeport » en référence à Saul Arellano, dans une chronique critiquant sa mère, qui s'était réfugiée dans une église de Chicago pour échapper à un ordre d'expulsion. Après avoir reçu deux plaintes, le lendemain, Eric Zorn déclare pour sa défense dans son blog du Chicago Tribune que le terme apparaît dans les articles de journaux depuis 1997, « généralement adouci par des citations comme dans ma chronique », et déclare qu'il regrette d'avoir utilisé le terme dans sa colonne et a promis de ne plus l'utiliser à l'avenir.
Le 23 août 2007, le North County Times de la région de San Diego, en Californie a été critiqué par l'un de ses anciens chroniqueurs, Raoul Lowery Contreras, dans une chronique intitulée « 'Anchor babies' is hate speech », pour avoir autorisé le terme « anchor baby » dans des lettres et des articles d'opinion.